# Pavlodar (provins)
Pavlodar (kazakiska: Павлодар облысы; ryska: Павлодарская область) är en provins i norra Kazakstan, gränsande mot Ryssland i norr och mot de kazakiska provinserna Soltustik Qazaqstan i nordväst, Aqmola i väst, Qaraghandy i syd och Sjyghys Qazaqstan i sydöst.
Den har en yta på 124 755 km² och 752 100 invånare (2013); 6,1 invånare/km². Sedan 1989, då provinsen hade 942 300 invånare, har befolkningen minskat kraftigt. Provinshuvudstad är Pavlodar med 301 000 invånare (2003); andra större städer är Ekibastuz med 132 800 invånare (2003) och Aksu med 47 200 invånare (2003). Provinsens nuvarande guvernör är Galmizjan Zjakijanov.
På Sovjettiden var ungefär 39% av provinsen del av Semipalatinsks testområde för kärnvapen. Den 29 augusti 1991 stängdes testområdet ned, men området har fortfarande en högre nivå av radioaktivitet än vad som maximalt är rekommenderat.